# Liste des rues de Forest
Ci-dessous, la liste complète des rues de Forest, commune belge située en région bruxelloise.

## A
- rue des Abbesses
- chemin d'Accès
- rue des Alliés
- chaussée d'Alsemberg
- place de l'Altitude Cent
- rue de l'Ancienne Cure
- rue des Anciens Étangs
- drève d'Anjou
- avenue des Armures

## B
- square des Bacchantes
- rue Jean-Baptiste Baeck
- rue du Bambou
- rue de Barcelone
- rue de Belgrade
- avenue du Bempt
- rue Béranger
- rue Berthelot
- avenue Alexandre Bertrand
- rue Marguerite Bervoets (Marguerite Bervoets)
- avenue Besme (Victor Besme)
- Beukenberg
- square du Bia Bouquet
- rue Bollinckx
- rue des Bonnes-Mères
- rue de Bosnie
- rue de Bourgogne
- rue Édouard Branly (Édouard Branly)
- chaussée de Bruxelles <179   <152

## C
- rue du Cerf
- drève de Champagne
- rue du Charme
- rue du Charroi
- rue des Châtaignes
- rue Crickx
- rue du Croissant

## D
- rue d'Huart
- place Dames Nobles
- avenue de Haveskercke
- square de la Délivrance
- rue de Fierlant
- rue de Mérode
- rue de Padoue
- rue Gustave Defnet
- rue du Delta
- avenue Denayer
- square Omer Denis
- square Émile Des Grees du Lou
- boulevard de la Deuxième Armée Britannique
- rue du Dries
- avenue Ducpétiaux

## E
- Eden City
- rue de l'Eau
- rue Edison (Thomas Edison)
- rue de l'Escrime
- avenue Everard

## F
- avenue des Familles
- avenue Gabriel Fauré
- rue du Feu
- rue du Filleul
- avenue du Fléron
- chaussée de Forest
- clos des Fuchsias
- drèves des Futailles

## G
- avenue du Général Dumonceau
- rue de Gênes
- rue des Glands
- avenue du Globe    CU SOT
- drève de la Grappe

## H
- rue Auguste Heene
- rue de Hal
- rue André Hennebicq
- boulevard de l'Humanité

## I
- boulevard Industriel

- avenue du Jonc

## J
- avenue Maréchal Joffre (Joseph Joffre)
- avenue Jupiter

## K
- rue du Katanga
- avenue Kersbeek

## L
- square Laine
- rue Georges Leclercq
- rue de Liège
- rue du Lieutenant Lotin
- rue de Lisala
- square Lison
- rue Auguste Lumière
- rue Louis Lumière
- rue des Lusambo
- rue des Lutins

## M
- square Madelon
- avenue Maître Paul Gilson
- square Manon
- rue Marconi (Guglielmo Marconi)
- avenue Reine Marie-Henriette
- avenue Massenet
- rue Prosper Matthys
- rue Henri Maubel
- rue du Melon
- rue des Moines
- avenue de Monte Carlo
- avenue du Mont Kemmel
- avenue Mozart (Wolfgang Amadeus Mozart)
- rue du Mystère

## N
- chaussée de Neerstalle

## O
- rue Alfred Orban

## P
- rue Pieter
- rue du Patinage
- avenue du Pont de Luttre
- rue Jean Preckher
- drève du Pressoir
- rue des Primeurs

## R
- rue Émile Regard
- avenue du Roi
- rue Roosendael
- avenue Victor Rousseau (Victor Rousseau)
- chaussée de Ruisbroek

## S
- parvis Saint-Antoine
- avenue Saint-Augustin
- place Saint-Denis
- rue Saint-Denis
- avenue des Sept Bonniers
- rue de Serbie
- rue de la Soierie
- rue du Stade
- place de la Station
- rue de la Station
- avenue Stuart Merrill (Stuart Merrill)

## T
- rue du Tanganika
- drève Tastevin
- rue de la Teinturerie
- rue du Texas
- square Toinon
- rue Toots Thielemans (Toots Thielemans)
- rue du Tournoi
- avenue des Tropiques
- rue du Tulipier

## U
- avenue d'Uccle

## V
- rue Vaes
- avenue Oscar Van Goidtsnoven
- boulevard Guillaume Van Haelen
- avenue Van Volxem CU SOT
- avenue Fontaine Vanderstraeten
- rue Jean-Baptiste Vanpé
- drève des Vendanges
- rue Hippolyte Vervack
- clos de la Vigne
- rue du Vignoble
- avenue des Villas (aussi Saint-Gilles)

## W
- rue Félix Waefelaer
- rue Max Waller (Max Waller)
- place Léon Wielemans
- avenue Wielemans Ceuppens

## Z
- avenue Zaman fara sot

- Haut – A
- B
- C
- D
- E
- F
- G
- H
- I
- J
- K
- L
- M
- N
- O
- P
- Q
- R
- S
- T
- U
- V
- W
- X
- Y
- Z